# エリナー・オブ・レスター
エリナー・オブ・レスター（Eleanor of Leicester, 1215年 - 1275年4月13日）は、イングランドの王族。ジョン失地王と王妃イザベラ・オブ・アングレームの間の末娘。

## 生涯
エリナーは、母王妃が第1次バロン戦争でフランスと反乱諸侯の軍勢に占拠された首都ロンドンを避け、グロスターに滞在していた時に誕生した。父はエリナーが1歳のとき、末娘の顔を一度も見ることなく死去した。
エリナーは兄ヘンリー3世の摂政となった初代ペンブルック伯ウィリアム・マーシャルの同名の長男、第2代ペンブルック伯ウィリアム・マーシャルの許嫁となった。2人は1224年4月23日、ロンドンのニュー・テンプル教会（New Temple Church）において結婚式を挙げた。花婿は34歳、花嫁はわずか9歳だった。夫妻の間に子供はなく、夫は7年後の1231年に死去した。未亡人となったエリナーは世俗の生活を捨てることを決意し、カンタベリー大司教エドマンド・リッチの立会いのもとで貞潔の誓いの儀式を行った。
数年後、エリナーは第6代レスター伯シモン・ド・モンフォールと知り合った。マシュー・パリスの年代記によると、シモンは王女の資産と高貴な身分のみならず、美しさと洗練された振る舞いにも魅了されたという。2人は恋愛関係になり、1238年1月7日にウェストミンスター宮殿の王の礼拝堂（King's chapel）で秘密結婚した。ヘンリー3世は2人の結婚を渋々承諾した。またエリナーが貞潔の誓いを行った後に再婚したことは、教会から問題視された。シモンはローマに巡礼に向かい、いったん貞潔を誓ったエリナーとの結婚に特免を出してもらった。
夫はヘンリー3世の寵臣として権勢をふるったが、やがて王と対立して第2次バロン戦争を引き起こし、1265年にイーヴシャムの戦いで国王軍と戦って敗死した。反逆者の妻となったエリナーはイングランドにいられなくなり、フランスに亡命してシモンの妹が修道院長を務めるモンタルジの女子修道院に身を寄せ、その地で客死した。兄ヘンリー3世は国を離れたエリナーを気遣い、彼女の収入を差し止めなかった。また、王はエリナーの代理人がイングランドの裁判所で、没収されたレスター伯領を取り戻すための訴訟を起こすことも認めている。エリナーの遺言状の内容は何の邪魔も受けずに遂行されている。
エドワード4世の王妃エリザベス・ウッドヴィルは、エリナーの8世孫にあたる。

## 子女
2番目の夫シモン・ド・モンフォールとの間に7人の子女をもうけた。
- アンリ・ド・モンフォール（1238年 - 1265年） - イーヴシャムの戦いで戦死
- シモン・ド・モンフォール（1240年 - 1271年）
- アモーリー・ド・モンフォール（1242/1243年 - 1301年） - ヨーク大聖堂参事会員
- ギー・ド・モンフォール（1244年 - 1288年頃） - ノラ伯
- ジャンヌ・ド・モンフォール（生没年不明、夭折）
- リシャール・ド・モンフォール（1252年 - 1266年）
- エリナー・ド・モンフォール（1258年 - 1282年） - ウェールズ公ルウェリン・アプ・グリフィズと結婚

## 引用
1. ↑  エリナー・プランタジネット（Eleanor Plantagenet）と表記されることもある。「プランタジネット（Plantagenet）」の姓は、アンジュー伯[[ジョフロワ5世 (アンジュー伯)|]]とマティルダ皇后の間の男系子孫に後世になって付けられるが、正確には当時の人々に使われていたものではない。当時の王統に連なる人々は姓を用いておらず、彼らを王家の人間だと判別できるように、後世の人々が付け加えたのである。ジョフロワ5世の男系子孫のうち「プランタジネット」姓を自ら名乗ったのは、第3代ヨーク公リチャード（エドワード4世の父親）が1448年頃に使い始めたのが最初となる。
2. ↑  F. M. Powicke, Ways of Medieval Life and Thought, 1949, ch. "Guy de Montfort" esp. p 72.